# بوباكار منغورو
بوباكار منغورو (بالفرنسية: Boubacar Moungoro) مواليد 20 سبتمبر 1994 في باماكو، هو لاعب كرة سلة مالي. بدأ مسيرته الاحترافية في سنة 2013. يلعب مع أوكلاهوما سيتي بلو في دوري الرابطة الوطنية لفئة التطوير. يحمل الرقم 1. يبلغ طوله 6 قدم 6 بوصة (2.0 م). لعب مع بالونكيستو فوينلابرادا وأوكلاهوما سيتي بلو.

## روابط خارجية
- بوباكار منغورو على موقع الاتحاد الدولي لكرة السلة (الإنجليزية)
- بوباكار منغورو على موقع الدوري الإسباني لكرة السلة (الإسبانية)
- بوباكار منغورو على موقع كرة السلة الأوروبية.كوم (الإنجليزية)
- بوباكار منغورو على موقع DraftExpress.com (الإنجليزية)
- بوباكار منغورو على موقع ريلجم (الإنجليزية)
- بوباكار منغورو على موقع بروبوليرز (الإنجليزية)
- بوباكار منغورو على موقع سبورتس رفرنس (الإنجليزية)
- بوباكار منغورو على موقع سبورتس رفرنس (الإنجليزية)